# Schlacht im Reichswald
1944: Overlord · Dragoon · Mons · Market Garden · Scheldemündung · Aachen · Hürtgenwald · Queen · Elsass-Lothringen · Ardennen
1945: Nordwind · Bodenplatte · Blackcock · Colmar · Veritable · Grenade · Blockbuster · Lumberjack · Undertone · Plunder · Flashpoint · Aschaffenburg · Würzburg · Ruhrkessel · Friesoythe · Nürnberg

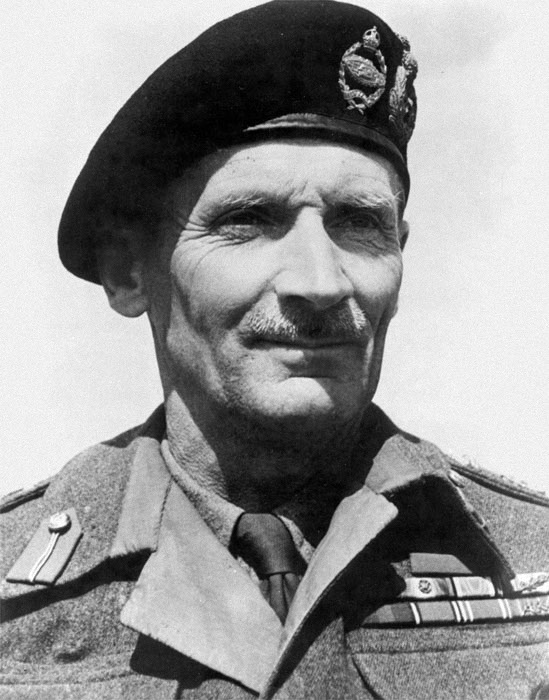
Bernard Montgomery

Die Schlacht im Reichswald (englisch Operation Veritable) fand im Zweiten Weltkrieg zwischen alliierten Expeditionsstreitkräften der britischen 21st Army Group und Verbänden der deutschen 1. Fallschirm-Armee vom 7. bis 22. Februar 1945 im Raum Kleve am Niederrhein statt. Die erbitterten Kämpfe um den Klever Reichswald dauerten zwei Wochen. Über 10.000 alliierte und deutsche Soldaten fielen; auch zahlreiche Zivilisten wurden verwundet oder getötet.
Die Schlacht war der Auftakt der Kämpfe, in denen bis zum 10. März 1945 auf der ganzen Länge des westlichen deutschen Rheinufers die deutschen Truppen vertrieben oder aufgerieben wurden. Am 22. Februar 1945 begann die Operation Grenade (Überquerung der Rur), am 7. März wurde die Ludendorff-Brücke bei Remagen erobert und ab dem 23. März überquerten westalliierte Truppen bei Rees, Wesel und Dinslaken den Rhein (Operation Plunder).

## Ausgangslage
Nach den Invasionen in der Normandie am 6. Juni 1944 und in Südfrankreich am 15. August 1944 war es den Westalliierten im Spätsommer gelungen, rasch durch Frankreich und im Norden über Belgien und die Niederlande bis zur deutschen Grenze vorzustoßen. Dort hatte sich die deutsche Front wieder stabilisiert und nach dem Abwehrerfolg bei Arnheim gingen Amerikaner und Briten zur Reorganisation und zum Aufbau eines starken Nachschubs über.

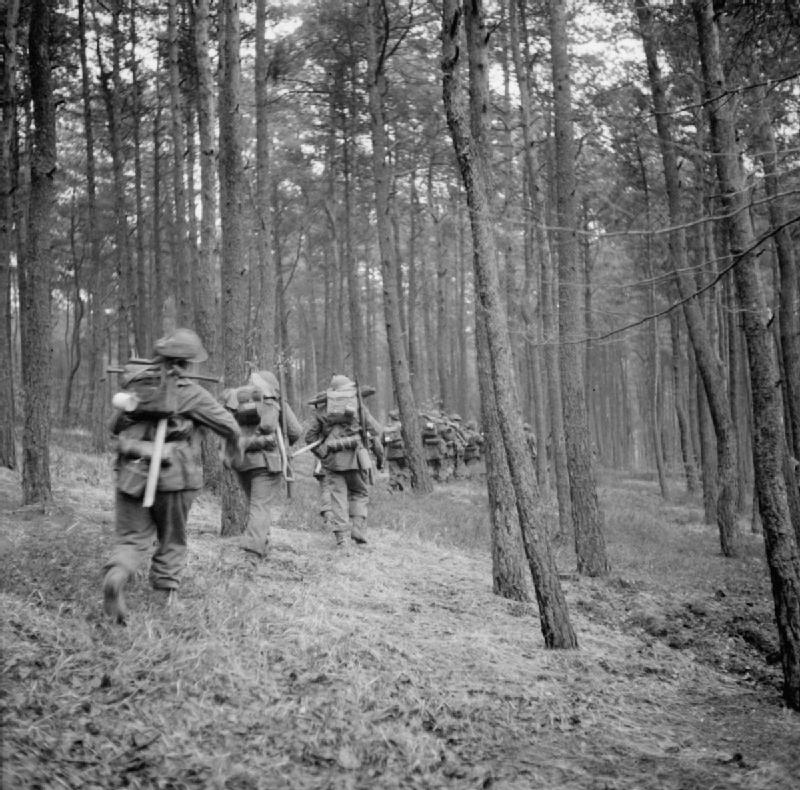
Trupp britischer Soldaten im Reichswald, 8. Februar 1945

Im Hintergrund schwelte der Streit zwischen zwei Strategien: Nach Montgomerys Auffassung hatten die Amerikaner seinen geplanten konzentrierten Vorstoß nach Deutschland ins Ruhrgebiet hinein (und eine mögliche Beendung des Krieges noch 1944) durch das faktische Beharren auf einem breit angelegten Vorgehen geschwächt. Zwar hatte Eisenhower diesen Plan durchaus abgewogen, ihn jedoch nicht eindeutig unterstützt und 1945 sah er keinen Sinn mehr in einem geballten Vorstoß.

### Feldzugsplan Eisenhowers
Die Operation Veritable war Teil des Feldzugsplanes Eisenhowers, des Oberbefehlshabers der alliierten Streitkräfte in Nordwesteuropa (SHAEF), der nach dem Rückschlag durch die Ardennenoffensive annahm, „daß ein weiterer großer, auf breiter Front offensiv geführter Feldzug Hitler-Deutschland den Fangstoß versetzen“ werde. In einer ersten Phase sollte es darauf ankommen, „die Masse der feindlichen Armeen westlich des Rheins zu vernichten.“
Zwar sollte Montgomerys 21. Heeresgruppe den Hauptstoß im Norden führen, doch forderten die Briten nach „der alten Streitfrage vom Herbst [1944]: ein einziger Stoß oder breite Front“, auf das breit angelegte Vorgehen zu Gunsten eines ihre Operation verstärkenden Unternehmens zu verzichten. Die Amerikaner setzten sich jedoch durch – dabei war auch von Bedeutung, dass mittlerweile der sowjetische Erfolg in der Winteroffensive vom Januar 1945 bekannt war und die damit durch den Abzug von Truppen geschwächte deutsche Westfront überwindbarer erschien. So wurde der Rheinfeldzug von Eisenhower in drei Phasen entwickelt: Im Norden „durch zusammenlaufende Angriffe der kanadischen 1. Armee vom Reichswald und der 9. US-Armee von der Roer“ Rur, beide unter Montgomerys Kommando. (Dies löste noch heftige Proteste des Kommandierenden der 12. US-Heeresgruppe – General Bradley – aus). In der Mitte sollte die 1. US-Armee auf Köln und dann südostwärts zur Eifel vorstoßen, während die 3. US-Armee (Patton) zeitgleich frontal durch die Eifel Richtung Koblenz vorgehen sollte und danach zusammen mit der 7. US-Armee im Süden das Dreieck Mosel-Saar-Rhein bis auf die Höhe von Karlsruhe sichern. Ziel der Alliierten war, das Westufer des Rheins zu besetzen.

### Ausgangslage der Operation Veritable
„Am 8. Februar [1945 …] brach das dem kanadischen 1. Armeekommando unterstellte XXX. Korps südöstlich von Nimwegen aus dem zusammengepressten Frontvorsprung zwischen Maas und Rhein gegen den Reichswald vor. […] Das dem Angriff vorausgehende Trommelfeuer dauerte fünfeinhalb Stunden, und am ersten Tag verschossen 1034 Geschütze auf eine Front von sieben Meilen, die von einer einzigen deutschen Division besetzt war, über eine halbe Million Granaten.“ Der Korpskommandeur Horrocks setzte 5 Infanterie-Divisionen, 3 Panzerbrigaden und 11 Spezialregimenter zur Bezwingung von Befestigungen ein, dahinter 2 Divisionen zur operativen Ausnutzung. Durch den schmalen Korridor zwischen dem Wald und den überschwemmten Flusstälern führten jedoch nur zwei Schotterstraßen hindurch. Zudem hatten die Deutschen fünf Monate ungestört Zeit zum Bau von Abwehrstellungen. Jenseits des Reichswalds waren die Städte Kleve und Goch stark befestigt „und weiter südlich stand ein schnelles Korps von 3 Divisionen bereit, um einem Angriff über die Roer oder die Maas zu begegnen.“

### Geländeverhältnisse

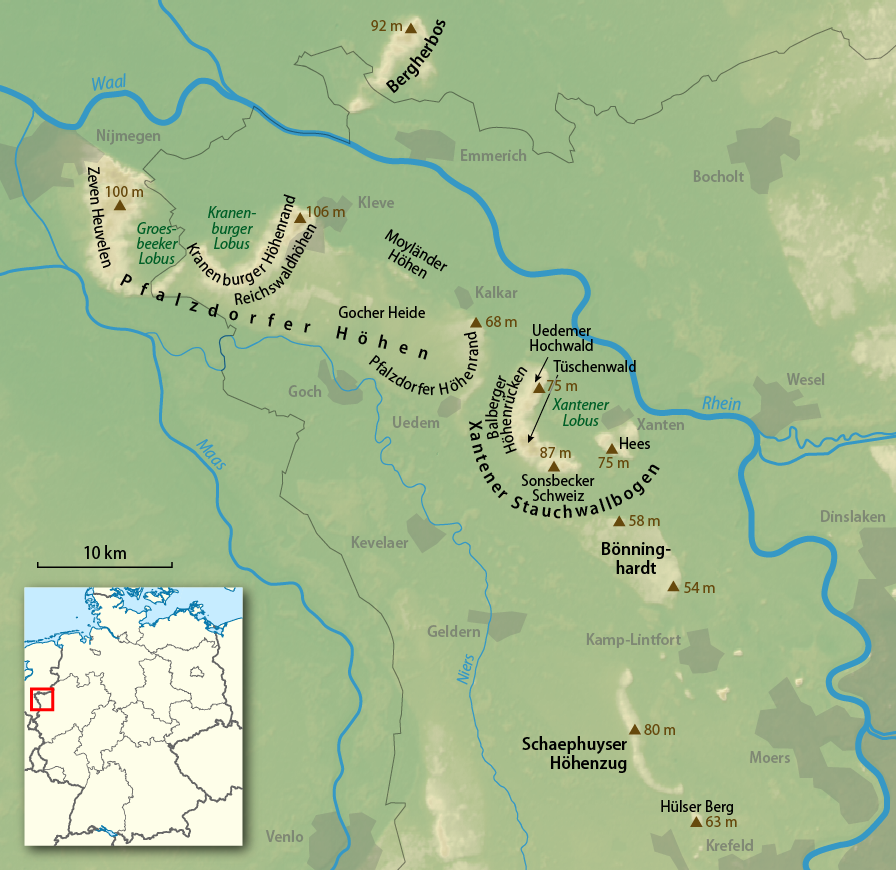
Topografische Karte

Die Flüsse Maas – Rur – Rhein und der Niederrheinische Höhenzug waren natürliche Hindernisse. Der Westteil der Pfalzdorfer Höhen ging als „Reichswald“ in die Kriegsgeschichte ein. Im Gelände gab es eine Reihe behelfsmäßiger, jedoch auch gut ausgebauter Stellungen.
Nach dem Fehlschlag in den Ardennen erwartete die deutsche militärischen Führung eine Großoffensive. Seit Dezember 1944 standen immer größere Teile der Rheinniederung unter Wasser, nachdem begonnen wurde, Rhein- und Waal-Deiche zu sprengen.
Die Rheinniederung war so für die hier angreifenden Briten und Kanadier zu einem schwierigeren Hindernis geworden. Mit den Angriffen hatte dann auch Tauwetter eingesetzt.

## Der Angriff

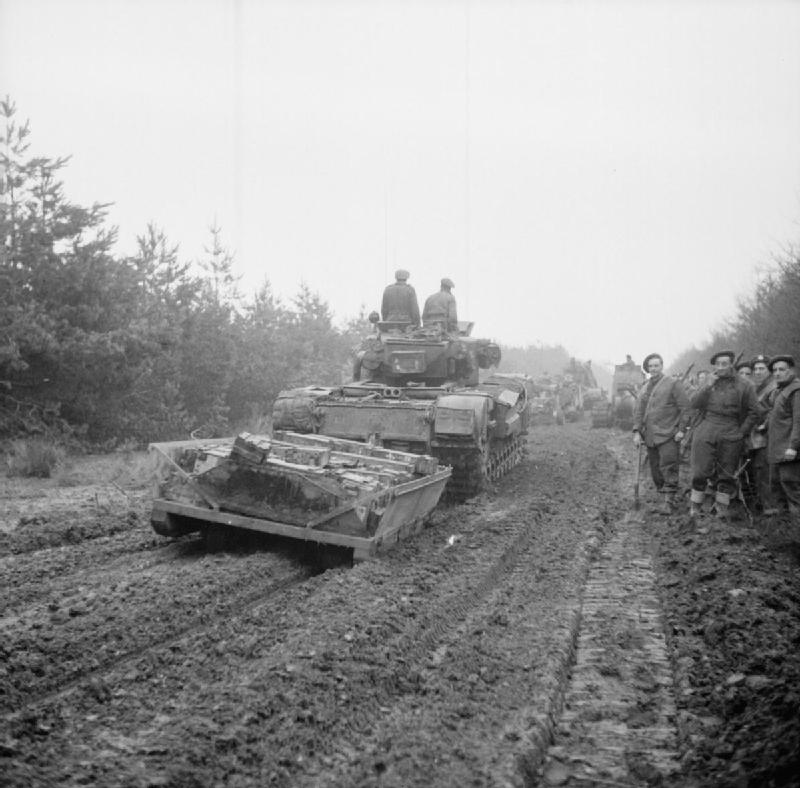
Britischer Panzer mit Munitionsschlitten auf einem Waldweg, 8. Februar 1945

„Zur Zeit der Planung der Operation war der Boden gefroren und trug. Als aber die Angriffsdivisionen […] in den Reichswald eindrangen, hatten die Fahrwege begonnen, sich in Schlamm zu verwandeln, während das Hochwasser in den Flanken stieg.“ Die deutsche Frontdivision wurde nach dem Bombardement zwar durchstoßen und die Angriffsspitze erreichte am Nachmittag des zweiten Tages Kleve: „Die Stadt war aber nicht, wie Horrocks gefordert hatte, mit Brandbomben, sondern mit 1384 Tonnen Sprengbomben belegt worden, und in den zerkraterten und trümmerbedeckten Straßen kam der Angriff zum Stehen.“ Noch ohne Meldung darüber hatte Horrocks Verstärkungen eingesetzt, die auf den mittlerweile verstopften Straßen hängen blieben, denn Fahrzeuge konnten nicht auf die überschwemmten Felder ausweichen. Das Chaos auf den Zugängen und in der inzwischen mit deutschen Truppen verstärkten Stadt verzögerte die Fortführung des Angriffs. „Erst am 11. Februar war Kleve und am 13. Februar der Reichswald vom Feind frei. Bis dahin aber hatten die Deutschen zwei Panzer-Divisionen und zwei Fallschirmjäger-Divisionen herangebracht, die den Ausbruch vereitelten.“

## Lage
„Die deutsche Führung konnte gegen den Angriff aus dem Reichswald starke Kräfte zusammenfassen, weil sie im Augenblick keinen Angriff über die Roer zu befürchten brauchte. […] Die Offensive der amerikanische 9. Armee [sollte] am 10. Februar (Operation ‚Grenade‘) beginnen, 48 Stunden nach der Eröffnung von Veritable. Am 9. Februar jedoch, als die Amerikaner den letzten der Roerstaudämme erreichten, hatten die Deutschen die Ablaufeinrichtungen zerstört und damit bewirkt, dass das Hochwasser des Flusses unter zwei Wochen nicht zurückging.“ (Wilmot, 723 f.). Der Angriff der 9. US-Armee war durch das Hochwasser blockiert.
Verbände der Wehrmacht hatten am 9. Februar 1945 nicht nur Deiche am Niederrhein gesprengt, sondern auch die Verschlüsse des Kermeterstollens am Kraftwerk Heimbach (woraufhin die Urfttalsperre bis zum Niveau des Kermeterstollens leer lief) und die Verschlüsse der Grundablassstollen der Staumauer Schwammenauel (Rursee). Beides zusammen erzeugte flussabwärts ein Hochwasser, das die Flussauen verschlammte und den Übersetzversuch der 9. US-Armee vereitelte.

„Die Amerikaner waren somit gezwungen, die Operation „Grenade“ zu verschieben. […] Genötigt, die Schlacht weitere vierzehn Tage allein fortzuführen, gewannen Briten und Kanadier nur langsam Boden und wurden in einen äußerst grimmigen Kampf verstrickt. […] Während die amerikanische 1. und die amerikanische 9. Armee gezwungen waren, hinter der hochgehenden Roer untätig zu warten, wurden an einer Front, die von einer Division besetzt gewesen war, 9 deutsche Divisionen in die Schlacht hineingerissen. In diesen vierzehn Tagen schweren Ringens zog die 1. kanadische Armee die Reserven auf sich, die v. Rundstedt (Oberkommandierender an der Westfront) in der kölnischen Ebene aufzustellen sich gemüht hatte.“

Nach Wilmot hatte das Alliierte Hauptquartier (SHAEF) angenommen, dass die Wehrmacht „rechtzeitig in voller Ordnung hinter den Rhein zurückgehen würde“, doch man übersah dabei, dass der Rhein „der lebenswichtige Verkehrsweg zwischen dem Ruhrgebiet und der Rüstungsindustrie im übrigen Deutschland war. […] Es war die Notwendigkeit, den Wasserweg offenzuhalten, was die Wehrmacht dazu trieb, dem Angriff auf den Reichswald so erbitterten und hartnäckigen Widerstand entgegenzusetzen.“

## Fortsetzung des Vormarschs zum Rhein
Das nachlassende Hochwasser ermöglichte einen Neuansatz des Angriffs der 9. US-Armee ab dem 23. Februar 1945; die Operation Veritable lief nun unter dem Namen Operation Blockbuster.

### Angriff der 9. US-Armee
„Am 23. Februar gegen Morgen begannen 4 Divisionen der 9. US-Armee und 2 der 1. US-Armee die Roer zu überschreiten (Operation Grenade). Da das Hochwasser noch nicht völlig wieder zurückgegangen war, kam der Angriff, vor dem sich die Deutschen noch sicher gewähnt hatten, einigermaßen überraschend. [… ] Am Abend des zweiten Tages hatten Simpsons Divisionen neunzehn Brücken geschlagen, darunter sieben für Panzer.“ Nach einigen hinhaltenden Kämpfen kam die 9. US-Armee ab dem 28. Februar 1945 zügig voran und am 2. März besetzte sie Neuss.
Anfang März war der Widerstand überrollt, der rechte Flügel stand kurz darauf südlich Düsseldorf am Rhein, „und am 3. März nahm (Simpsons) linker Flügel nördlich von Venlo mit der kanadischen Armee Verbindung auf.“ Am 6. März gelang auch eine Verbindung bei Wesel.

### Angriffsfortsetzung nach Veritable

Am Nordwestrand des Uedemer Hochwaldes sind die im Zickzack verlaufenden Schützengräben entlang der Ostseite des Weges einfach zu finden.

Am 22. Februar 1945 hatte die 1. Kanadische Armee mit dem britischen XXX. Korps die Offensive erneuert (Operation Blockbuster), am 25. Februar kam es zu Kämpfen bei Goch (bis 3. März), am 27. Februar fiel Kalkar und nach harten Kämpfen wurde Uedem erreicht: Drei britisch-kanadische Divisionen nahmen deutsche Positionen im Uedemer Hochwald, bevor sie auf Xanten vorrückten. Die im Zickzack verlaufenden deutschen Schützengräben entlang des Westrandes des Hochwaldes sind noch heute im Gelände zu erkennen – wenn auch nur als flacher Graben, da sie nach dem Krieg zugeschüttet wurden. Nördlich von Uedem, am Uedemer Totenhügel, wurden die kanadischen Truppen unter General Crerar in die schwerste Panzerschlacht ihrer Geschichte verwickelt. Am 3. März vereinten sie sich in Berendonk bei Geldern mit der 9. US-Armee.

## Endphase des Rheinfeldzugs
Am 2. März wurden die deutschen Truppen Richtung Rhein zurückgezogen, um noch einen Brückenkopf zu halten. „Nun waren 15 deutsche Divisionen westlich des Rheins in einen Schraubstock gepreßt und der Vernichtung ausgesetzt, wenn sie nicht sofort herausgezogen wurden. Dies aber verbot Hitler.“ Zwischen Krefeld und Wesel musste ein Brückenkopf gehalten werden, um von Duisburg über den Dortmund-Ems-Kanal [er führte damals bis zum Rhein] nach Mitteldeutschland die Verbindung zu sichern. „Auch in der Eifel und im Saarland verbot Hitler jedes Zurückgehen: Ein Rückzug ‚heißt nur, die Katastrophe von einem Platz zum andern zu verschieben.‘“
Nach dem Rückzug der 1. Fallschirmjägerarmee am 10. März 1945 befand sich das westliche Rheinufer von Wesel bis Emmerich vollständig in der Hand der alliierten Truppen. 10 deutschen Divisionen verblieb nur die Übergabe, 50.000 Mann wurden gefangen genommen.
Planmäßig hatte ab 1. März 1945 auch die 1. US-Armee den Angriff begonnen (Operation Lumberjack). Sie überquerte die Erft, das Nordkorps erreichte am 4. März Euskirchen und am 5. März Köln – vor dem brückenlosen Rhein.
Am 7. März 1945 gelang es der Spitze der 9. US-Panzerdivision, die Ludendorff-Brücke bei Remagen im Handstreich zu erobern.
Der Angriff der 3. US-Armee (Patton) durch die Eifel, der vom Südkorps der 1. US-Armee unterstützt wurde, auf den Raum von Koblenz begann am 25. Februar 1945, erreichte den Rhein dort am 7. März und wenig später auch südlich Mainz, Oppenheim und Mannheim.
Die 7. US-Armee gewann die Pfalz und den Rhein von Mannheim anschließend an den bisherigen Frontverlauf nördlich von Straßburg. Am 10. März 1945 war das westliche Rheinufer somit für die Westalliierten „feindfrei“.

## Bedeutung der Operation Veritable
Die  Operation Veritable zog sämtliche deutschen Reserven auf sich und erleichterte somit die Angriffe der US-Armeen erheblich. Nach Wilmot geht dies auch aus der Verlustliste hervor: So hatten „die Kanadier und Briten bei der Bereinigung des unteren Rheinlandes mehr als doppelt so viel Verluste erlitten wie die Amerikaner: 15.634 gegenüber 7.478. Die deutschen Verluste können nicht viel weniger als 75.000 betragen haben, da vom 8. Februar bis zum 10. März 53.000 Deutsche in Gefangenschaft gerieten.“

## Der britische Ehrenfriedhof im Reichswald

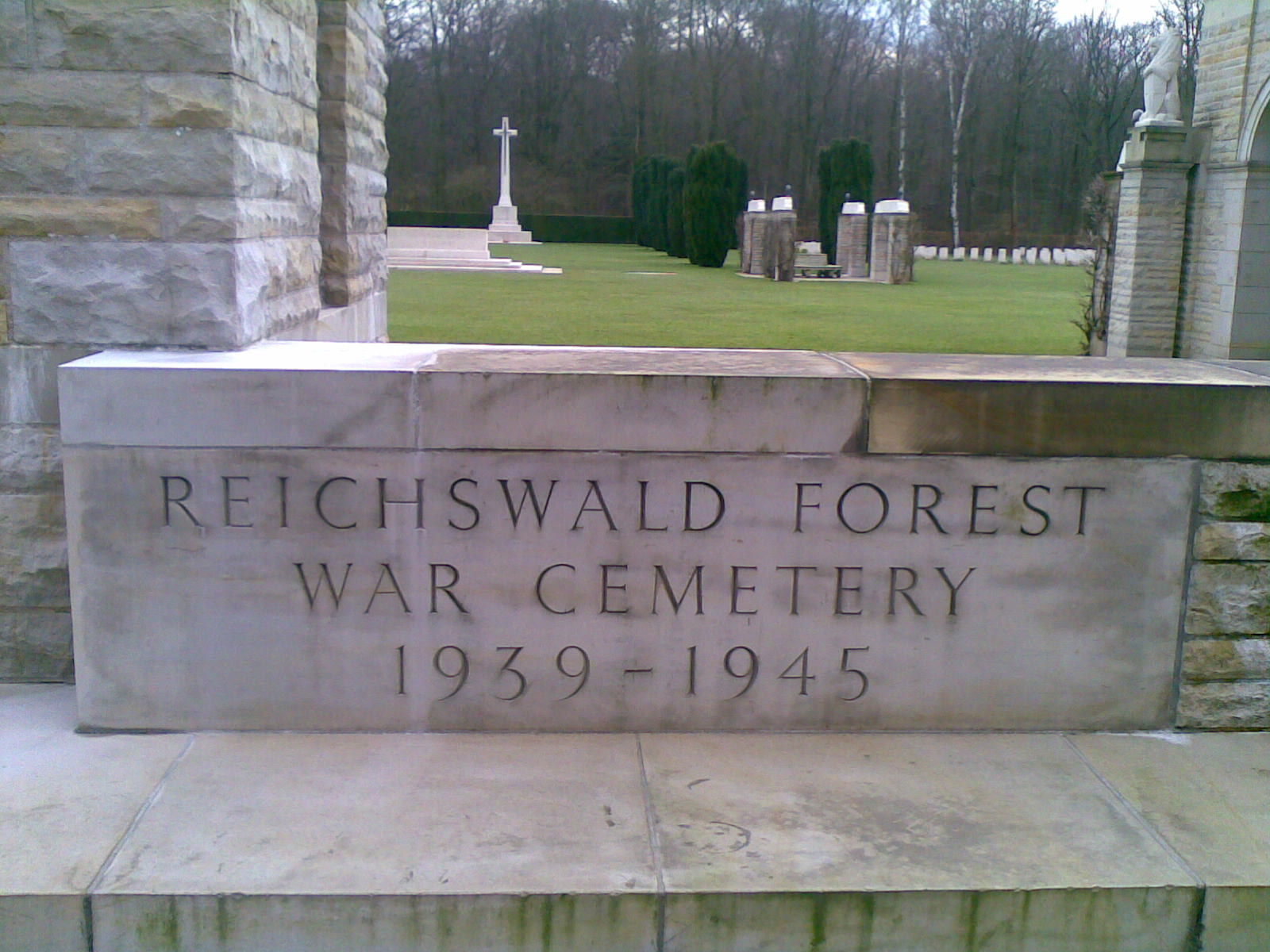
Eingangsbereich

Der Britische Ehrenfriedhof im Reichswald wurde kurz nach Kriegsende angelegt. Er ist flächenmäßig der größte britische Soldatenfriedhof der 15 Sammelfriedhöfe in Deutschland und hat 7.654 Gräber. Im rechten hinteren Bereich sind Gräber von Soldaten der 53. Welsh Division, die bei dieser Schlacht fielen.

## Dokumentationen
- Krieg am Niederrhein – 3-teiliger, 122 Minuten langer Dokumentarfilm aus dem Jahr 1975 (produziert vom Kreis Kleve) über die Endphase des Zweiten Weltkrieges am Niederrhein, der die Operation Veritable vorstellt und erklärt.